# 세라다촌
세라다촌(일본어: 世良田村)은 일본 군마현의 동부, 닛타군에 속해있던 촌이다. 현재의 오타시, 이세사키시에 해당한다.

## 역사
- 1889년 4월 1일 - 정촌제 시행에 의해 닛타군 세라다촌이 성립하였다.
- 1925년 1월 18일 - 세라다촌에서 습격사건이 발생하여 다수의 부상을 입었다.
- 1957년 11월 1일 - 오지마정과 사카이정이 분할 편입해 소멸하였다.

## 교통

### 철도
- 도부 이세사키선
- 도부 토쿠가와시선(1968년 폐선)

## 참고 문헌
- 角川日本地名大辞典編纂委員会, 『角川日本地名大辞典 10 群馬県』1988, 角川書店